# Hvězda zákulisí
Hvězda zákulisí (v anglickém originále The Star of the Backstage) je 1. díl 33. řady (celkem 707.) amerického animovaného seriálu Simpsonovi. Scénář napsala Elisabeth Kiernanová Avericková a díl režíroval Rob Oliver. V USA měl premiéru dne 26. září 2021 na stanici Fox Broadcasting Company a v Česku byl poprvé vysílán 25. ledna 2022 na stanici Prima Cool. 
Roli Marge nazpívala Kristen Bellová známá mj. z Ledového království. Matt Selman na Comic-Conu popsal Hvězdu zákulisí jako „nejmuzikálovější epizodu, kterou kdy vyrobili“. V dalším rozhovoru Selman uvedl, že se zápletka se točí kolem Marge, která má hezké vzpomínky na to, jak připravovala středoškolský muzikál, a pokouší se ho o 20 let později znovu nastudovat s původním obsazením. Jedná se tedy o retrospektivu, kde vedlejší roli ztvárnila také Helena Lovejoyová. Prvotní název dílu byl No Day But Yesterday, později byl název upraven.

## Děj
Na pohřbu nedávno zesnulého divadelního režiséra dostane Marge od vdovy svou starou příručku k inscenaci středoškolské muzikálové hry Y2K: Postrach roku 2000. Marge, která vzpomíná na dobu, kdy byla inspicientkou, se domluví s herci, že hru nazkouší znovu.
V divadle si skupina uvědomí, že jim chybí jedna členka souboru, Sasha Reedová, která zřejmě po vystudování školy odjela do New Yorku. Sasha se nečekaně objeví na pódiu a zpívá o tom, jak se stala úspěšnou a jak se setkala s různými celebritami. Marge si pak uvědomí, že kvůli tomu, že ji diváci v zákulisí neviděli, byla Sasha skutečnou hvězdou představení.
Marge, která se nyní zoufale snaží převzít hlavní roli ve hře (a je ještě více frustrovaná tím, že parta vzpomíná na střední školu a akce, kterých se ona neúčastnila), zjistí, že Sasha je podvodnice, jež lhala tvrzením, že má úžasnou kariéru – ve skutečnosti se stala pouhou prodavačkou. Sasha se rozpláče a odejde ze zkoušky, což ovlivní další průběh příprav hry.
Homer před Bartem a Lízou přesvědčí Marge, aby Sashu vrátila zpět do hry. Marge si pak uvědomí, že upřednostnila sebe před samotnou hrou, a tak vyhledá Sashu v hospodě U Vočka a omluví se jí. Sasha souhlasí, že se do hry znovu zapojí, a se zbytkem party znovu vystupují. Na závěr dílu ji dva fanoušci požádají o autogram a pozvou ji do bistra, což ji potěší. Mezitím jsou Bart a Líza, kteří přišli na představení, naštvaní, jak hra skončila.
Během titulků jsou fotografie herců z původního muzikálu.

## Přijetí

### Sledovanost
Ve Spojených státech díl během premiéry sledovalo 3,48 milionu diváků.

### Kritika
Kritik Tony Sokol z webu Den of Geek udělil epizodě 3,5 z 5 hvězdiček a napsal: „Jedná se o skvělý experiment, který funguje natolik, že se bude opakovat. Hudební čísla v posledních několika řadách Simpsonových zastiňují většinu scenáristických gagů a tohle je jejich povzbudivý výplod. Ale potřebujeme víc než tohle. Působí to jako opakování něčeho, co ještě nedělali, zatímco by to mělo působit jako úplně nový zážitek. Možná očekávám příliš mnoho, nebo doufám, že při 33 řadách Simpsonovi znovu získají kouzlo, které Marge v této epizodě hledá.“
Marcus Gibson z Bubbleblabberu ohodnotil Hvězdu zákulisí sedmi body z deseti a uvedl: „Premiéra 33. série Simpsonových celkově spíše pobavila a roztančila, než naštvala. Z hlediska humoru a provedení se nejedná o dokonalý start sezóny. Nicméně pro mě jako člověka, který rád sleduje muzikály, je dostatečně zábavné už jen to, že Marge zpívá jako princezna Anna.“